# Acanthodelta nigrosuffusa
Acanthodelta nigrosuffusa là một loài bướm đêm trong họ Noctuidae.